# Peritassa hatschbachii
Peritassa hatschbachii là một loài thực vật có hoa trong họ Dây gối. Loài này được Lombardi mô tả khoa học đầu tiên năm 1999.